# Antilles néerlandaises aux Jeux olympiques
Les Antilles néerlandaises ont participé à leurs premiers Jeux olympiques en 1952 à Helsinki, bien que le comité olympique soit fondé dès 1931. Les Antilles néerlandaises ont également participé à deux Jeux olympiques d'hiver en 1988 et 1992.
Le pays n'a gagné qu'une seule médaille, en argent, gagnée en voile par Jan Boersma aux Jeux olympiques de 1988.
Aruba a quitté la fédération en 1986 pour concourir de façon autonome. À la suite de la dissolution du pays en 2011, les Antilles néerlandaises ne peuvent pas concourir en tant que telles pour les Jeux olympiques 2012 de Londres ; suivant une résolution signée le 8 juillet 2011 par le Comité international olympique, les participants des cinq îles ont pu alors concourir comme athlètes olympiques indépendants comme ce fut le cas pour le Timor oriental en 2000.

## Tableau des médailles

### Par année
| Année | Médaille d'or, Jeux olympiques | Médaille d'argent, Jeux olympiques | Médaille de bronze, Jeux olympiques | Total             |
| 1952  | 0                              | 0                                  | 0                                   | 0                 |
| 1956  | N'a pas participé              | N'a pas participé                  | N'a pas participé                   | N'a pas participé |
| 1960  | 0                              | 0                                  | 0                                   | 0                 |
| 1964  | 0                              | 0                                  | 0                                   | 0                 |
| 1968  | 0                              | 0                                  | 0                                   | 0                 |
| 1972  | 0                              | 0                                  | 0                                   | 0                 |
| 1976  | 0                              | 0                                  | 0                                   | 0                 |
| 1980  | N'a pas participé              | N'a pas participé                  | N'a pas participé                   | N'a pas participé |
| 1984  | 0                              | 0                                  | 0                                   | 0                 |
| 1988  | 0                              | 1                                  | 0                                   | 1                 |
| 1992  | 0                              | 0                                  | 0                                   | 0                 |
| 1996  | 0                              | 0                                  | 0                                   | 0                 |
| 2000  | 0                              | 0                                  | 0                                   | 0                 |
| 2004  | 0                              | 0                                  | 0                                   | 0                 |
| 2008  | 0                              | 0                                  | 0                                   | 0                 |
| 2012  | 0                              | 0                                  | 0                                   | 0                 |
| Total | 0                              | 1                                  | 0                                   | 1                 |

### Par sport
| Place | Sport | Médaille d'or, Jeux olympiques | Médaille d'argent, Jeux olympiques | Médaille de bronze, Jeux olympiques | Total |
| 1     | Voile | 0                              | 1                                  | 0                                   | 1     |
| Total | Total | 0                              | 1                                  | 0                                   | 1     |